# 魯

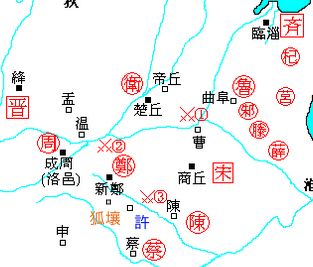
魯の位置

魯（Lu ）の位置

魯（ろ）は、中国の国名・地名。地名としての魯は現在の中国山東省南部を指す。山東省全体の略称（雅名）としても用いられる。
諸侯国としての魯（紀元前1055年 - 紀元前256年）は、中国大陸に周代、春秋時代、戦国時代に亘って存在した国である。代々の魯公（魯の君主）の爵位は侯爵であり、姓は姫（き）である。首府は曲阜。

## 歴史
周公旦（周王朝の開祖である武王の弟で、武王の子成王を補佐した）の子伯禽が成王によって封ぜられて成立した。
春秋時代に入ってからは、晋・斉・楚といった周辺の大国に翻弄される小国となる。しかも国内では、魯の公族である三桓氏が政治の実権を握り、国政はたびたび混乱した。
しかしながら、この混乱した小国が思想史・文化史に果たした役割は大きい。周王朝の礼制を定めたとされる周公旦の伝統を受け継ぎ、魯には古い礼制が残っていた。この古い礼制をまとめ上げ、儒教として後代に伝えていったのが、魯の出身である孔子であり、その一門である。孔子が儒教を創出した背景には、魯に残る伝統文化というものがあったからともいえる。ちなみに孔子が魯に仕えていたのは若年時までと晩年のみで、各国に弟子と共に放浪していた時期が長かった。なお、「春秋」は、隠公元年（紀元前722年）から、哀公14年（紀元前481年）までの魯国の年次記録が基になっている。
孔子の死後、国としての魯はますます衰退し、事実上として三桓氏に分割されてしまう。魯公室は細々と生き残るが、紀元前249年に楚に併合され、滅亡した。

## 歴代君主
1. 伯禽（紀元前1042年-紀元前997年） 在位46年
2. 考公（酋）（紀元前996年-紀元前993年）在位4年
3. 煬公（熙）（紀元前992年-紀元前987年）在位6年
4. 幽公（宰）（紀元前987年-紀元前974年）在位14年（当年改元）
5. 魏公（沸）（紀元前973年-紀元前924年）在位50年
6. 厲公（擢）（紀元前923年-紀元前887年）在位37年
7. 献公（具）（紀元前886年-紀元前855年）在位32年
8. 真公（濞）（紀元前854年-紀元前826年）在位29年
9. 武公（敖）（紀元前825年-紀元前816年）在位9年
10. 懿公（戯）（紀元前815年-紀元前807年）在位9年
11. 廃公（伯御）（紀元前806年-紀元前796年）在位11年
12. 孝公（称）（紀元前795年-紀元前769年）在位27年
13. 恵公（弗湟）（紀元前768年-紀元前723年）在位46年
14. 隠公（息姑）（紀元前722年-紀元前712年）在位11年
15. 桓公（允）（紀元前711年-紀元前694年）在位18年
16. 荘公（同）（紀元前693年-紀元前662年）在位32年
17. 斑（紀元前662年）
18. 閔公（啓）（紀元前661年-紀元前660年）在位2年
19. 僖公（申）（紀元前659年-紀元前627年）在位33年
20. 文公（興）（紀元前626年-紀元前609年）在位18年
21. 宣公（俀）（紀元前608年-紀元前591年）在位18年
22. 成公（黒肱）（紀元前590年-紀元前573年）在位18年
23. 襄公（午）（紀元前572年-紀元前542年）在位31年、孔子が仕える。
24. 魯公野（紀元前572年）
25. 昭公（稠）（紀元前541年-紀元前510年）在位32年
26. 定公（宋）（紀元前509年-紀元前495年）在位15年、孔子が仕える。
27. 哀公（将）（紀元前494年-紀元前468年）在位27年
28. 悼公（寧）（紀元前467年-紀元前437年）在位31年
29. 元公（嘉）（紀元前436年-紀元前416年）在位21年、呉起が仕える。
30. 穆公（顕）（紀元前415年-紀元前383年）在位33年、孔子の孫、子思が仕える。三恒氏から脱却。
31. 共公（奮）（紀元前382年-紀元前353年）在位30年
32. 康公（屯）（紀元前352年-紀元前344年）在位9年
33. 景公（匽）（紀元前343年-紀元前323年）在位21年
34. 平公（叔）（紀元前322年-紀元前303年）在位20年
35. 文公（賈）（紀元前302年-紀元前280年）在位23年
36. 頃公（讎）（紀元前279年-紀元前249年）在位24年